# 萧山长途汽车总站

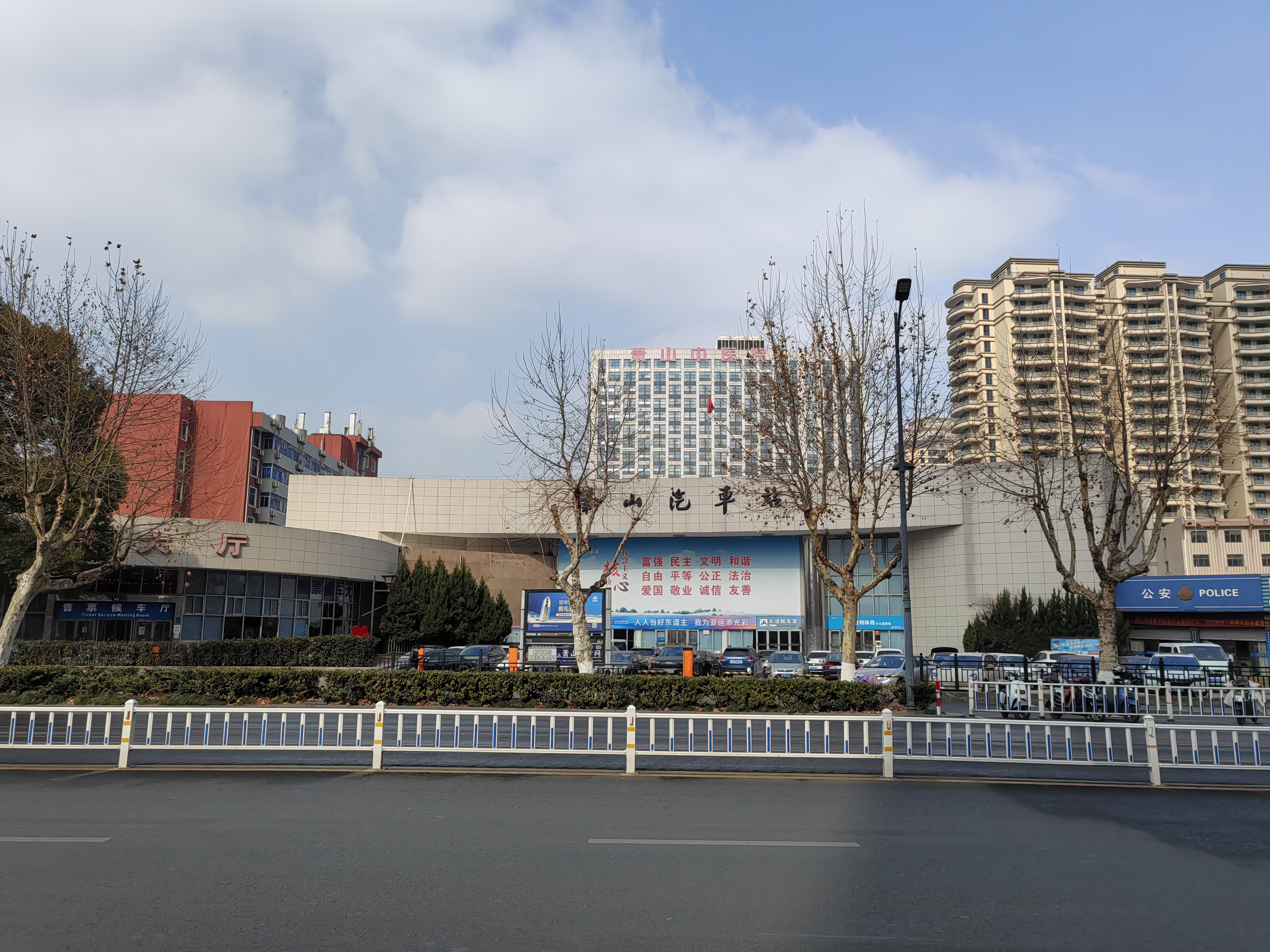
蕭山長途汽車總站

萧山长途汽车总站，位于中华人民共和国浙江省杭州市萧山区萧绍路838号。萧山汽车总站前身可追溯到民国时期。1992年8月，新建的萧山汽车总站开始营运，为二级客运站标准。

## 营运情况
2008年，萧山汽车总站日发班车438班次，日均发送旅客5554人次。班车主要目的地有上海、江苏、山东、安徽、江西、湖北、广东等地区以及省内各城市。